# Флерон
«Флерон» – це британський журнал, що спеціалізувався на типографіці та мистецтві книги, і публікувався у 7 томах з 1923 по 1930 рік. Флерон означає рослинний орнамент, який друкарі застосовували в оздобленні.
У 1922 році Стенлі Морісон — впливовий типографічний радник Monotype — разом із Френсісом Мейнеллом, Холбруком Джексоном, Бернардом Ньюдігейтом і Олівером Саймоном заснували "Товариство Флерона" в Лондоні. Fleuron був типографським журналом Товариства Fleuron і виходив у семи розкішних томах. Кожен том мав багату різноманітність паперів, ілюстрацій, зразків, вкладишів, а також есе провідних авторів книгодрукування та книжкового мистецтва. Fleuron має велике значення тим, що містить впливові нариси та друкарські матеріали, які стосуються історії та використання шрифтів .
Fleuron також важливий як один із серії британських друкарських журналів, втілених у різноманітних форматах і назвах: Monotype Recorder, Signature (типографічний журнал) (1935–1940 та 1946–1954), Alphabet and Image (1946–1952), Typographica (1949–1967), Motif (1958–1967), Baseline (1979–дотепер), Matrix (1981–2021) і Eye (1990–дотепер).
Також тепер доступні антології та репродукції The Fleuron .

## Сім томів
Нижче наведено опис семи томів разом із значним вмістом, що стосується есе, авторів і шрифтів.
1. Під редакцією Олівера Саймона. Лондон, 1923 рік. Серед інших статей, цей номер містить квіти та арабески компанії "Francis Meynell & Stanley" Morison Printers .
2. Під редакцією Олівера Саймона. Лондон.
3. Під редакцією Олівера Саймона. Лондон, 1924 рік. Цей том містить статті про розвиток книги, В. А. Двіггінса, Д. Б. Апдайка та Merrymount Press, а також про сучасні стилі нотного друку в Англії.
4. Під редакцією Олівера Саймона. Лондон, 1925 рік. Четвертий том включає есе Фредеріка Варда про творчість Брюса Роджерса .
5. Під редакцією Стенлі Морісона. The University Press, Cambridge, and Doubleday Page, New York, 1926. Цей том включає есе Беатріс Варде (використовує чоловічий псевдонім Поль Божон) про історично неточне приписування типів Жана Жаннона Клоду Гарамонду .
6. Під редакцією Стенлі Морісона. The University Press, Cambridge, and Doubleday Page, New York, 1928. Цей том містить статті про Рудольфа Коха, Джефруа Торі, есе Беатріс Ворд (під псевдонімом Пол Божон) під назвою «Про декоративний друк в Америці» та «Прикрашені типи» Стенлі Морісона.
7. Під редакцією Стенлі Морісона. The University Press, Cambridge, and Doubleday Page, New York, 1930. Том включає зразки Perpetua, Centaur Roman, Monotype Bembo та Lutetia . Цей випуск містить есе Беатріс Ворд « Ерік Гілл : Скульптор листів» і повне перевидання «Пристрастей Перпетуа та Фелісіті» з текстом та ілюстраціями Еріка Гілла . Також включено відоме есе Стенлі Морісона «Перші принципи друкарства».

## Зовнішні посилання
- Флерон № 5 у Fonts In Use